# Amblyaeneus rufinotus
Amblyaeneus rufinotus är en stekelart som beskrevs av Heinrich 1965. Amblyaeneus rufinotus ingår i släktet Amblyaeneus och familjen brokparasitsteklar. Inga underarter finns listade i Catalogue of Life.